# Richelieu – Drouot
Richelieu - Drouot – stacja 8. i 9. linii metra w Paryżu. Stacja znajduje się w  2., a 9. dzielnicą Paryża.  Na linii 8 została otwarta 5 maja 1931 r, a na linii 9 - 10 grudnia 1933.